# 土庫曼斯坦共產黨
土庫曼斯坦共產黨是蘇聯共產黨在土庫曼蘇維埃社會主義共和國的分支，为土庫曼蘇維埃社會主義共和國的执政党。1924年11月19日，该党成立，取名为土库曼斯坦共产党（布尔什维克）。1952年10月，随着全联盟共产党（布尔什维克）改名为苏联共产党，该党也相应改名为土库曼斯坦共产党。1991年12月16日，该党改组为土庫曼斯坦民主黨。
该党最後一任第一书记萨帕尔穆拉特·尼亚佐夫后来长期担任土库曼斯坦总统，直至去世。

## 历任第一书记
1. 伊万·梅日劳克（1924年—1926年）
2. 谢玛丹·伊布拉伊莫夫（1926年—1927年）
3. 尼古拉·帕斯库茨基（1927年—1928年）
4. 格里戈里·阿隆斯坦（1928年—1930年）
5. 雅科夫·波波克（1930年—1937年）
6. 雅科夫·楚宾（1937年4月—1939年2月）
7. 米哈伊尔·福宁（1939年2月—1947年3月）
8. 沙贾·巴特罗夫（1947年9月22日—1951年6月28日）
9. 苏汉·巴巴耶夫（1951年6月28日—1958年12月14日）
10. 朱玛·杜尔迪·卡拉耶夫（1958年12月14日—1960年6月13日）
11. 巴雷什·奥韦佐夫（1960年6月13日—1969年12月24日）
12. 穆罕默德纳扎尔·加普罗夫（1969年12月24日—1985年12月21日）
13. 萨帕尔穆拉特·尼亚佐夫（1985年12月21日—1991年12月16日）